# Jan Myrdal

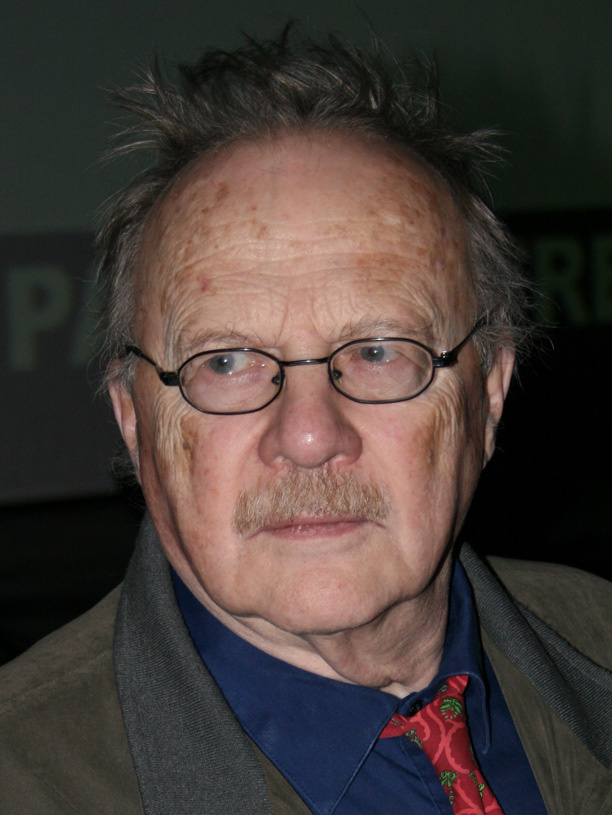
Jan Myrdal (2007)

Jan Myrdal (Aussprache [ˌ ʝɑːn ˈmyːɖɑːl], * 19. Juli 1927 in Stockholm; † 30. Oktober 2020 in Varberg) war ein schwedischer Schriftsteller.

## Leben
Myrdal war der Sohn des Ökonomen Gunnar Myrdal und dessen Ehefrau, der Soziologin Alva Myrdal. Sissela Bok und Kaj Fölster sind seine beiden Schwestern.
1946 beschrieb Myrdal in seinem Roman Pubertet die Selbstfindung und Entwicklung eines Jugendlichen zum Erwachsenen. Einerseits wegen seines Stils, wohl aber auch, um seinen Eltern nicht zu schaden, wurde dieses Manuskript erst 1988 publiziert.
Ab dem Frühjahr 1961 bereiste Myrdal für ein Jahr die Volksrepublik China und solidarisierte sich in seinen Reportagen mit Mao Zedong und dessen Politik. Er war von 1968 bis 1973 Vorsitzender der Schwedisch-chinesischen Assoziation bzw. der Schwedisch-chinesischen Freundschaftsgesellschaft und engagierte sich in den späten 1960er Jahren auch gegen den Vietnamkrieg. Er wandte sich mit Kunst und Imperialismus am Beispiel Angkor auch thematisch Kambodscha zu. Das Buch wird in der Bertelsmann Lexikothek als Literaturquelle angeführt.
Von 1963 bis 1966 war Myrdal mit regelmäßigen Kolumnen maßgeblich am Feuilleton der liberalen Zeitung Stockholms-Tidningen beteiligt. Anfang der 1970er gründete er zudem die linksradikale Zeitschrift Folket i Bild. Mit seinen Büchern über Länder, die er bereiste, errang er große Bekanntheit, machte sich durch seine politischen Aussagen darin aber auch viele Feinde. Myrdal stellte sich in seinem Selbstverständnis immer auf die Seite der „kleinen Leute“ und kritisierte den Eurozentrismus.
Er trat auch als Herausgeber von Werken seiner Lieblingsautoren August Strindberg, Jean-Paul Sartre, Denis Diderot und Honoré de Balzac in Erscheinung. 1980 verlieh ihm das Upsala College, N.J. die Ehrendoktorwürde.
Myrdals literarisches und kulturelles Schaffen ist Gegenstand der Aktivitäten der im schwedischen Varberg ansässigen Jan-Myrdal-Gesellschaft (schwedisch: Jan Myrdalsällskapet).
Jan Myrdal war 1948 bis 1952 mit der Architektin Nadja Wiking verheiratet, mit der er einen Sohn hatte. Von 1952 bis 1956 war er mit der Soziologin Maj Lidberg verheiratet, mit der er eine Tochter hatte. Die dritte Ehe folgte von 1963 mit der Fotografin, Künstlerin und Autorin Gun Kessle bis zu deren Tod 2007. Ab 2008 bis zur Scheidung 2018 war er mit der Übersetzerin Andrea Gaytán Vega verheiratet.

## Kontroversen um Myrdals Haltung in Menschenrechtsfragen
1996 sorgte Myrdal weltweit für Aufsehen, als er die Fatwa gegen Salman Rushdie als formaljuristisch korrekt befand. Das Massaker vom 4. Juni 1989 auf dem Tian’anmen-Platz befand er unter den damaligen Umständen für „richtig“. Diese Einstellung führte zu einem erfolglosen Antrag, Myrdal aus dem schwedischen PEN auszuschließen. Weiterhin sagte er an anderer Stelle, dass die Regierung der Taliban in Afghanistan die beste seit Jahrzehnten gewesen sei. Myrdal verteidigte ferner das Regime von Pol Pot in Kambodscha und interviewte diesen auch für das schwedische Fernsehen.
Myrdal verteidigte die chinesische Kulturrevolution und lobte diese als „eine große und schöne Zeit“, in der das Leben „wieder neu und frisch“ war, gestand zugleich aber auch „persönliche[n] Abrechnungen und Ungerechtigkeiten“ ein. So seien auch die beiden chinesischen Dolmetscherinnen, die ihn während seiner Reise betreut hatten, während der Kulturrevolution eben dafür kritisiert worden. Er würdigte Mao Zedong, den er auch persönlich traf, als „Schöpfer von etwas Neuem“ und bestritt die nach dessen Tod in China „offiziell festgelegte Wahrheit“ über ihn.
Außerdem lobte Myrdal Enver Hoxha, den langjährigen Vorsitzenden der Partei der Arbeit Albaniens, für die unter ihm durchgeführte Politik der „soziale[n] Revolution, [des] wirtschaftlichen Fortschritt[s] und [der] allgemeine[n] Aufklärung“.
Myrdal sah sich Vorwürfen ausgesetzt, den Holocaust zu leugnen. Er wies dies zurück, befürwortete seinerseits die Todesurteile gegen Kriegsverbrecher und kritisierte, dass mehrere Beteiligte wie Hans Globke nach dem Zweiten Weltkrieg unbehelligt blieben. Gegenüber der Zeitung Al-Intiqad verurteilte er die seines Erachtens auf latentem Antisemitismus beruhende Behandlung von Juden im Nachkriegseuropa und sagte, diese seien in das palästinensische Mandatsgebiet abgeschoben und somit als „Werkzeuge missbraucht worden, um Palästina für eine Massenimmigration zu öffnen“ („used as tools to open Palestine for mass immigration“). Das Interview wurde u. a. auf der Internetseite Radio Islam publiziert, die ihrerseits als antisemitisch und radikalislamisch gilt. Innerhalb dieser Debatte verwies er jedoch auch auf Kriegsverbrechen Japans in China sowie Menschenrechtsverletzungen durch britische Kolonialtruppen. Myrdal trat ferner für den Holocaustleugner Robert Faurisson ein und kooperierte mit der rechtsgerichteten schwedischen Zeitung Nya Tider. Gegenüber der Politik Israels nahm er eine kritische Stellung ein und warf der Regierung des Landes vor, alle Juden für sich vereinnahmen zu wollen, wodurch der Eindruck entstehe, sie seien generell Unterstützer der israelischen Politik.
Im Bezug auf den Iran verwies Myrdal darauf, dass die Regierung des Landes vom Volk gewählt werde und Frauen die Mehrzahl der Universitätsabsolventen stellten. Das Land unterscheide sich damit von den mit den USA verbündeten Staaten in der Region.
Anlässlich der in Dänemark erschienenen Mohammed-Karikaturen äußerte Myrdal im Jahr 2006 Zweifel, dass die Grafiken von der Meinungsfreiheit gedeckt sind.

## Werke (Auswahl)
- Kreuzweg der Kulturen (1960, Kulturers korsväg)
- Bericht aus einem chinesischen Dorf (1963, Rapport från kinesisk by)
- Turkmenistan (1966)
- Bekenntnisse eines unmutigen Europäers (1968, Confessions of a Disloyal European)
- Kunst und Imperialismus am Beispiel Angkor: ein Essay (1968, Ansikte av sten)
- China. Die Revolution geht weiter (1970, Kina. Revolutionen går vidare)
- Die albanische Herausforderung (1970, Albansk utmaning)
- Die unnötige Gegenwart, Acht Unterhaltungen über die Zukunft der Geschichte (1974, Den onödiga samtiden, zusammen mit Lars Gustafsson)
- Karriere, Roman (1975, Karriär)
- China nach Mao Tsetung und Dritter Bericht aus einem chinesischen Dorf (1976: Kinesiska frågor från Liu Ling, 1977: Kina efter Mao Tsetung)
- Indien bricht auf (1980, Indien väntar)
- Balzac und der Realismus (1981, Strindberg och Balzac)
- Kindheit in Schweden (1982, Barndom)
- Das dreizehnte Jahr (1983, Den trettonde)
- Eine andere Welt (1984, En annan värld)
- Wort und Absicht (1986, Ord och avsikt)